# Ivana Bodrožić
Ivana Bodrožić (Vukovár, 1982. július 5. –) horvát író és költő.

## Élete
Ivana Bodrožić 1982. július 5-én született a horvátországi Vukovárban. Az általános iskolát szülővárosában, a középiskolát pedig Zágrábban végezte. Bodrožić filozófia és horvát szakon végzett a Zágrábi Egyetemen. A horvát függetlenségi háború idején édesapját, Ante Bodrožićot megölték a vukovári mészárlásban (hivatalosan máig „eltűntként” tartják nyilván), míg ő, édesanyja és testvére a megszállt Vukovárból menekült el, és menekültként Zágrábban és Kumrovecben telepedett le.
A 2005-ben megjelent Prvi korak u tamu (Első lépés a sötétségbe) című verseskötetéért elnyerte a fiatal költők Goran-díját és a Matica hrvatska Kvirin-díját. Versei különböző irodalmi folyóiratokban jelentek meg (Vijenac, Quorum, Poezija), és a legfiatalabb szerzőként bekerült Miroslav Mićanović kortárs horvát költő Utjeha kaosa (A káosz vigasza) című antológiájába is. Damir Šodan Drugom stranom (Séta a túloldalon) című antológiájában is szerepelt. Dalait több európai nyelvre lefordították, Prvi korak u tamu című verseskötete teljes gyűjteményének fordítása pedig spanyolul jelent meg.
A 2010-ben megjelent Hotel Zagorje című regénye a következő díjakat nyerte el: Josip és Ivan Kozarac (Sikerlevél); Kočić pen, Banja Luka – Belgrád (a kortárs irodalomban elért kiemelkedő eredményekért); Cyclops – a legjobb vetített műért. A regény német fordítása 2012-ben jelent meg a Hanser kiadó gondozásában, francia nyelven pedig az Acte Sud kiadónál. Szerbiában, Szlovéniában, Csehországban, Macedóniában, Törökországban és Hollandiában is megjelent. A regényt angolul először a Seven Stories Press adta ki The Hotel Tito: A Novel címmel 2017 novemberében. Bodrožić Jasmila Žbanić díjnyertes bosnyák rendezővel közösen írta a játékfilm forgatókönyvét. 2011-ben a Večernjak „Ranko Marinković” (2. helyezés) legjobb novelláért járó díját is elnyerte.
2017-ben Ivana Bodrožić aláírta a horvátok, szerbek, bosnyákok és montenegróiak közös nyelvéről szóló nyilatkozatot.

## Művei
- Prvi korak u tamu, zbirka poezije, SKUD Ivan Goran Kovačić, Zagreb, 2005 (Spanish edition: Primer paso a la oscuridad, Baile del Sol, Tenerife, 2011)[8]
- Hotel Zagorje, poluautobiografski roman, Profil multimedija, 2010 (Slovene: Hotel Zagorje, Modrijan, Ljubljana, 2011; Serbian: Hotel Zagorje, Rende, Beograd, 2011; French: Hôtel Z, Actes Sud, Arles, 2012; German: Hotel Nirgendwo, Zsolnay Verlag, Vienna, 2012; Macedonian: Hotel Zagorje, Magor, Skopje, 2012; Czech: Hotel Zagorje, Paseka, Prague-Litomyšl, 2012; Turkish: Hiçbir yer oteli, Aylak Adam, Istanbul, 2015; Danish: Hotel Intetsteds, Tiderne Skifter, Kopenhagen, 2015; Hungarian: Hotel Zagorje, Park Könyvkiadó, Budapest, 2019)
- Pričaj mi o tome (Tell Me About It), short story (published in Jutarnji list(wd))
- Prijelaz za divlje životinje (Overpass for Wild Animals), VBZ, Zagreb, 2012
- Za što sam se spremna potući (For What Am I Ready To Fight), Profil knjiga, Zagreb, 2013
- 100 % pamuk (100% cotton), VBZ, Zagreb, 2014
- Rupa (Hole), Naklada Ljevak-24sata, Zagreb, 2016
- The Hotel Tito: A Novel (English translation of Hotel Zagorje) Seven Stories Press(wd), New York, 2017
- Sinovi, kćeri, Hermes naklada, Zagreb, 2020

### Magyarul
- Hotel Zagorje – Park, Budapest, 2019 · ISBN 9789633555859 · Fordította: Radics Viktória
- Fiaink, lányaink (Sinovi, kćeri) – Helikon, Budapest, 2024 (Margó könyvek) · ISBN 9789636203993 · Fordította: Radics Viktória, utószó Bencsik Orsolya

## Fordítás
- Ez a szócikk részben vagy egészben  az   Ivana Bodrožić című angol Wikipédia-szócikk fordításán alapul.  Az eredeti cikk szerkesztőit annak laptörténete sorolja fel. Ez a jelzés csupán a megfogalmazás eredetét és a szerzői jogokat jelzi, nem szolgál a cikkben szereplő információk forrásmegjelöléseként.